# Leptophion antennatus
Leptophion antennatus är en stekelart som först beskrevs av Morley 1912.  Leptophion antennatus ingår i släktet Leptophion och familjen brokparasitsteklar. Inga underarter finns listade i Catalogue of Life.